# Кишкино (Подлесный сельсовет, Вологодский район)
Кишкино — деревня в Вологодском районе Вологодской области на реке Лоста.
Входит в состав Подлесного сельского поселения, с точки зрения административно-территориального деления — в Подлесный сельсовет.
Расстояние по автодороге до районного центра Вологды — 14 км, до центра муниципального образования Огарково — 1 км. Ближайшие населённые пункты — Огарково, Погорелово, Реброво, Медовщиково, Лазарево.
По переписи 2002 года население — 2 человека.